# Siphonolaimus elongatus
Siphonolaimus elongatus är en rundmaskart. Siphonolaimus elongatus ingår i släktet Siphonolaimus och familjen Siphonolaimidae. Inga underarter finns listade i Catalogue of Life.